# Osterlands voetbalkampioenschap 1925/26
In 1925/26 werd het derde Osterlands voetbalkampioenschap gespeeld, dat georganiseerd werd door de Midden-Duitse voetbalbond. SpVgg 04 Gera werd kampioen en plaatste zich voor de Midden-Duitse eindronde. Voor de derde keer op rij werd de kampioen uitgeloot tegen 1. Jenaer SV 03 en won deze keer met 7:3. In de tweede ronde verloor de club van SC 06 Oberlind.
Dit jaar mocht ook de vicekampioen naar een aparte eindronde, waarvan de winnaar kans maakte op een ticket naar de nationale eindronde. Pösneck won van VfB 1910 Apolda en verloor dan van Erfurter SC 1895.

## Gauliga
| Plaats | Club                     | Wed. | W | G | V | Saldo | Ptn. |
| ------ | ------------------------ | ---- | - | - | - | ----- | ---- |
| 1.     | FC Wacker 1910 Gera      | 10   | 7 | 3 | 0 | 47:15 | 17:3 |
| 2.     | SpVgg 04 Gera            | 10   | 6 | 1 | 3 | 41:14 | 13:7 |
| 3.     | VfB Pößneck              | 10   | 6 | 1 | 3 | 29:22 | 13:7 |
| 4.     | 1. FC Greiz              | 10   | 4 | 0 | 6 | 16:28 | 8:12 |
| 5.     | FC Concordia 1910 Gera   | 10   | 2 | 1 | 7 | 21:50 | 5:15 |
| 6.     | SpVgg 1914 Neustadt/Orla | 10   | 1 | 2 | 7 | 14:39 | 4:16 |

|  | Kampioen, geplaatst voor Midden-Duitse eindronde |
|  | Play-off voor tweede ticket eindronde            |
|  | Deelname promotie-degradatie play-off            |

Play-off tweede plaats
|  |               |       |             |  |
|  | SpVgg 04 Gera | 2 – 3 | VfB Pößneck |  |
|  |               |       |             |  |

## Promotie-Degradatie play-off
Heen
|  |                    |       |                          |  |
|  | FC Thüringen Weida | 4 – 1 | SpVgg 1914 Neustadt/Orla |  |
|  |                    |       |                          |  |

Terug
|  |                          |       |                    |  |
|  | SpVgg 1914 Neustadt/Orla | 2 – 4 | FC Thüringen Weida |  |
|  |                          |       |                    |  |